# Jellyfin
Jellyfin是一套多媒体应用程序軟體套裝，旨在组织、管理和共享数字媒体文件。
Jellyfin分為服務端和客戶端應用程序，服務端應用程序安装在运行Microsoft Windows、MacOS、Linux等系統的服務器上或Docker上，客戶端應用程序安裝在智能手机、平板电脑、智能电视、网络机顶盒、電子遊戲機或网页浏览器上。支持DLNA以及插有Chromecast的設備也能接收Jellyfin服務端發來的文件。
Jellyfin是Emby的一个自由开源分叉。

## 概述
Jellyfin遵循主从式架构，允许多个用户和客户端同时连接，并远程传输数字媒体。由于Jellyfin是自由开源软件，且不使用背景连接通信或第三方身份验证来实现其任何功能，所有功能均可在一个完全独立的服务器运行，因此能同时支持互联网及局域网。由于Jellyfin与Emby共享部分核心代码，Emby的一些客户端非官方地与Jellyfin兼容，但随着Jellyfin的开发，其代码库与Emby区别增大，这种兼容性会逐渐减弱。Jellyfin不支持从Emby直接迁移路径。
Jellyfin是可扩展的，可安装第三方插件以提供额外的功能。该项目托管一个官方存储库，但是不属于该存储库的插件也可安装。
Jellyfin服务器软件的10.6.0版引入了一种名为“SyncPlay”的功能，可使多个用户同步播放媒体内容。该版本还添加了阅读epub电子书的支持，并引入了多个插件存储库。任何人现在都可以为Jellyfin创建非官方插件，而无需等待它们被添加到官方插件库中。Web前端已在一个单独的系统中分离出来，以期转向SQL后端和具有多个服务器的高可用性。

## 开发
该项目开始于2018年12月8日。作为对Emby项目结束开源开发的直接反应，Andrew Rabert和Joshua Boniface以及其他用户决定从Emby分叉出新的开源项目。Jellyfin（词源来自Jellyfish“水母”）的名字是Rabert第二天参考了“流媒体”的概念想到的。
Jellyfin原始版于2018年12月30日发布，沿用了Emby的版本编号3.5.2-5。
Jellyfin正式版的首个独有版本编号从2019年1月的版本10.0.0开始。